# Michel Carlini
Michel Carlini (* 31 de julio de 1889 - Marsella, 25 de noviembre de 1967) fue un abogado y político francés.
Fue Alcalde de Marsella de 1947 a 1953, considerado como gaullista.
Fue diputado por Bouches-du-Rhône de 1951 a 1955.
| Predecesor: Jean Cristofol | Alcalde de Marsella 1947 - 1953 | Sucesor: Gaston Defferre |

- Datos: Q1930654